# Kobold (aspirateur)
Kobold est la marque allemande de la société Vorwerk, basée à Wuppertal, pour ses appareils de nettoyage, en particulier pour les aspirateurs de sol, les aspirateurs à main et les aspirateurs sans fil, les robots aspirateurs et les aspirateurs de vitres.

## Gamme de produits, ventes et marchés

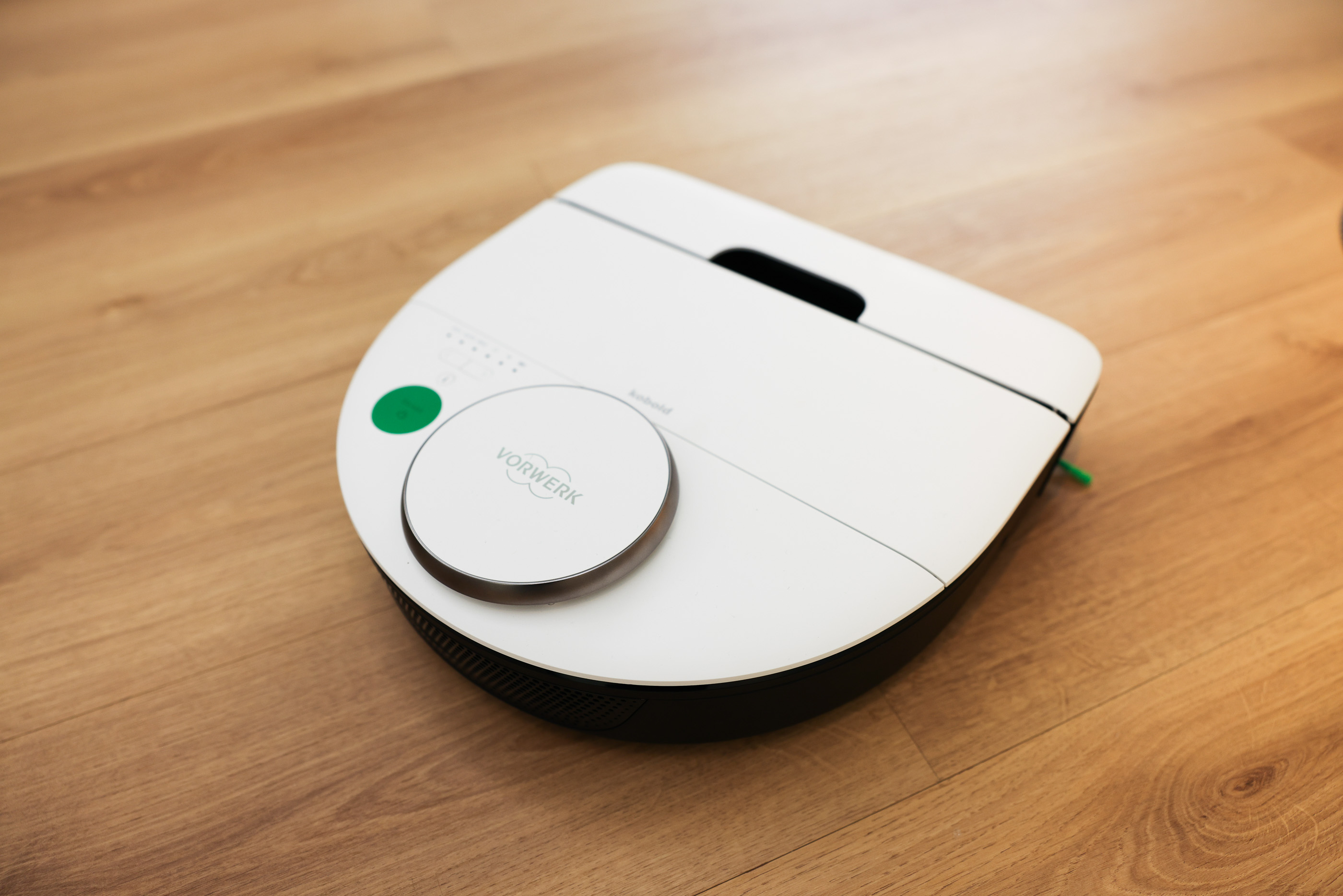
Aspirateur robot
(modèle 2023)

Sous la marque Kobold, Vorwerk propose quatre types d'appareils de nettoyage principalement utilisés dans les ménages :
- aspirateurs filaires[1]
- aspirateurs sans fil[2]
- aspirateurs robotisés[3]
- aspirateurs miniatures ou portatifs[4] et nettoyeurs de vitres[5].

Pendant des décennies, Vorwerk a proposé les produits Kobold exclusivement par le biais de la vente directe,. Depuis 2011, il existe également des boutiques en ligne dédiées, des démonstrations et des boutiques en ligne spéciales. Kobold est représenté dans certains pays d'Europe et d'Asie par ses propres sociétés nationales ; dans d'autres pays, ce sont des partenaires contractuels, appelés distributeurs, qui sont responsables des ventes. L'Italie est considérée comme le marché le plus important. C'est là, où les produits ne s'appellent pas Kobold mais Folletto, que Vorwerk vend le plus d'appareils : en 2023, c'était presque un sur deux.

## Histoire

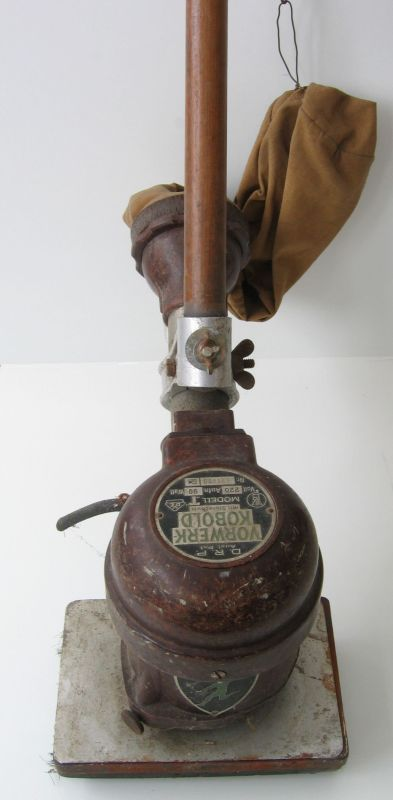
Modèle de 1935

La diffusion des stations de radio et des récepteurs de radio dans les années 1920 a entraîné une chute des ventes de gramophones, qui a également affecté Vorwerk en tant que fabricant de moteurs de gramophones. L'ingénieur en chef de Vorwerk a transformé le moteur de gramophone en un aspirateur à main électrique, le Kobold. L'appareil est réduit à l'essentiel : Moteur, sac à poussière et poignée. Le brevet du Kobold « Modèle 30 » a été accordé le 25 mai 1930.
Dans un premier temps, les ventes sont restées insatisfaisantes, car le prix relativement bas de l'appareil n'incitait pas particulièrement les détaillants à expliquer et à démontrer l'utilisation du nouvel appareil, qui nécessitait des explications. Seule l'introduction de la vente directe a permis une percée sur le marché allemand. De 1930 à 1935, 100 000 appareils Kobold ont été vendus, et en 1937, ce chiffre était passé à un demi-million. Avant même le début de la Seconde Guerre mondiale, Vorwerk a fondé sa première filiale étrangère en Italie. Dans les années 1930, Vorwerk a ajouté des accessoires au Kobold, par exemple des dispositifs pour sécher les cheveux ou toiletter les manteaux des chevaux.
La gamme d'accessoires a été largement étendue après la guerre,. À partir des années 1950, Vorwerk a créé des filiales, des agences et des bureaux de vente à l'étranger, par exemple aux États-Unis, en Amérique du Sud et au Japon. En 1953, le Kobold a également adopté les couleurs vertes et blanches typiques de l'époque,. En 1973, le cap des 10 millions est atteint, en 1989 celui des 50 millions. En 2011, Vorwerk lance le robot aspirateur Kobold, trois ans plus tard le nettoyeur de vitres, et en 2018 l'aspirateur sans fil.
De 2016 à 2019, Vorwerk a été le principal sponsor et sponsor maillot du club de football italien Serie A ACF Fiorentina. L'équipe portait également des maillots avec le logo Folletto,.